# Judson Memorial Church, Campanile, and Judson Hall
La Iglesia Memorial Judson (en inglés: Judson Memorial Church) es una iglesia histórica ubicada en la Calle 4 entre Thompson Street y Sullivan Street, cerca de Gould Plaza, frente al Washington Square Park, en el vecindario de Greenwich Village del distrito de Manhattan de la ciudad de Nueva York. Está afiliada a las Iglesias Bautistas Americanas de Estados Unidos y a la Iglesia Unida de Cristo.  
El santuario de la iglesia, su torre campanario y el Judson Hall adjunto fueron designados como hitos por la Comisión para la Preservación de Monumentos Históricos de Nueva York en 1966, y se agregaron al Registro Nacional de Lugares Históricos en 1974.  

## Arquitectura
El edificio de la iglesia está ubicado en 54–57 Washington Square South. Además de las vidrieras de La Farge y el friso de mármol de Saint-Gaudens, presenta influencias del Renacimiento italiano unidas a una forma italiana básica, y tiene ejemplos notables de scagliola, una imitación artesanal muy convincente de mármol hecha de yeso pigmentado altamente pulido. En general, se dice que el exterior y la forma del edificio se asemejan a la Basílica de Santa María la Mayor en Roma, Italia, mientras que se dice que la entrada está inspirada en la iglesia de San Alejandro, construida en Luca, Italia, en 1480. Los catorce vitrales en el santuario principal de la iglesia son la colección más grande de obras de John LaFarge en cualquier lugar del país.
La torre campanario, ubicada en 51–54 Washington Square South, al oeste de la iglesia, fue construida entre 1895 y 1896, después de que se completó el santuario, y fue diseñada por la firma de McKim, Mead & White. El Salón adyacente, sin embargo, es anterior a la iglesia, fue construido en 1877 y fue diseñado por John G. Prague.
En 1999, enfrentando dificultades financieras, la junta de fideicomisarios de la iglesia vendió Judson House, el edificio parroquial detrás de la iglesia, a la Escuela de Derecho de la Universidad de Nueva York, que utilizó el sitio para su nuevo Furman Hall. Con once pisos de altura, el nuevo edificio ahora se eleva sobre la iglesia y Washington Square Park más allá, causando una considerable controversia en la comunidad en el momento de su construcción. Las oficinas de la iglesia y un pequeño salón de actos ahora ocupan una suite de condominio en una esquina del nuevo edificio, adyacente a la iglesia principal, en 239 Thompson Street.
De 1990 a 2006, el edificio de la iglesia fue repintado, reparado; Cummings Studio limpió y reinstaló las vidrieras, se instaló un ascensor para que el edificio fuera accesible y se agregó aire acondicionado. Estos proyectos agotaron todas las ganancias de la venta de los lotes traseros, más aproximadamente 1 millón de dólares adicional (equivalente a 1,3 millones en 2019), recaudados de las contribuciones de los patrocinadores de las artes y la congregación.